# Баґбве
Ба́ґбве або Ба́ґбе (англ. Bagbwe, Bagbe) — одне із 15 вождівств округу Бо Південної провінції Сьєрра-Леоне. Адміністративний центр — село Нґалу.
Населення округу становить 20926 осіб (2015; 11780 в 2008, 10904 в 2004).

## Адміністративний поділ
У адміністративному відношенні вождівство складається з 5 секцій:
| № | Назва   | Оригінальна назва | Площа, км² | Населення, осіб | Адміністративний центр |
| - | ------- | ----------------- | ---------- | --------------- | ---------------------- |
| 1 | Джонґо  | Jongo             | -          | -               | -                      |
| 2 | Кемо    | Kemoh             | -          | -               | -                      |
| 3 | Ньява   | Niawa             | -          | -               | -                      |
| 4 | Ньяллай | Nyallay           | -          | -               | Нґалу                  |
| 5 | Самава  | Samawa            | -          | -               | -                      |